# Глисон, Тим
Тимоти «Тим» Патрик Глисон (англ. Timothy Patrick Gleason; 29 января 1983; Клосон, Мичиган, США) — бывший американский хоккеист, защитник. В НХЛ выступал за «Лос-Анджелес Кингз», «Каролину Харрикейнз», «Торонто Мейпл Лифс» и «Вашингтон Кэпиталз». Серебряный призёр Олимпиады в Ванкувере 2010 года.

## Карьера

### Ранние годы
Свою игровую карьеру Тим Глисон начинал в Хоккейной лиге Онтарио (OHL), играя за юниорскую хоккейную команду «Уинсор Спитфайрз». За данный клуб хоккеист успешно выступал в течение четырёх сезонов.

### Клубная карьера
Глисон был выбран на драфте НХЛ 2001 года в первом раунде под общим 23-м номером клубом «Оттава Сенаторз». Впоследствии хоккеист и канадский клуб не смогли прийти к соглашению по условиям контракта, и 11 марта 2003 года Тим был обменян в «Лос-Анджелес Кингз» на форварда Брайана Смолински.
За «Кингз» и его фарм-клуб из АХЛ, «Манчестер Монаркс», Глисон играл 3 сезона, после чего 29 сентября 2006 года вместе с Эриком Беланже был обменян в «Каролину Харрикейнз» на Олега Твердовского и Джека Джонсона.
В июне 2008 года «Харрикейнз» продлил контракт с хоккеистом на четыре года. Сумма сделки составила $ 2,75 млн. В сезоне 2007-08 Глисон провел за клуб 80 матчей и набрал 19 (3+16) очков.
В декабре 2009 года Тим получил травму в матче с «Вашингтон Кэпиталз». Шайба попала хоккеисту в лицо после броска нападающего «столичных» Александра Овечкина. После матча Глисону было наложено 30 швов.
В марте 2010 года Глисон, будучи лидером обороны «Каролина Харрикейнз», выбыл до конца регулярного чемпионата из-за перелома ноги, полученного в одном из матчей.
В январе 2012 года «Каролина Харрикейнз» объявила о подписании нового четырёхлетнего контракта с защитником на сумму $ 16 млн. Летом 2012 года Глисон становился бы неограниченно свободным агентом. По итогам сезона 2011-12 Тим лидировал в команде по количеству силовых приёмов и проведенных на льду минут.
1 января 2014 года «Каролина Харрикейнз» провела обмен с «Торонто Мейпл Лифс». Глисон перешёл в канадский клуб, а взамен «Харрикейнз» получили защитников Джона-Майкла Лайлза и Денниса Робертсона. Контракт хоккеиста с «Харрикейнз», который истекал в 2016 году, был выкуплен «Мейпл Лифс». В июле 2014 года «Каролина Харрикейнз» вернула Тима, на этот раз заключив однолетний контракт на сумму $ 1,2 млн. Таким образом, «Харрикейнз» сохранила Лайлза и получила Глисона на в 2,5 раза меньший контракт.
28 февраля 2015 года он был обменян в «Вашингтон Кэпиталз» на защитника Джека Хиллена и выбор в четвёртом раунде драфта 2015 года. За «столичных» в регулярном сезоне 2014/15 Тим провел 17 матчей и набрал 2 (0+2) очка.
1 июля 2015 года Глисон получил статус неограниченно свободного агента.
В ноябре хоккеист находился в расположении клуба «Каролина Харрикейнз» и тренировался с командой. По результатам просмотра защитнику был предложен пробный контракт, но Глисон отказался, заявив, что сейчас психологически не готов играть в НХЛ.
В январе 2016 года официально завершил карьеру игрока.

### Международная карьера
Выступал за сборную США на Олимпийских игр в Ванкувере (2010), завоевав с командой серебряные медали.

## Статистика
| Легенда | Легенда                    | Легенда | Легенда                   | Легенда | Легенда    |
| ------- | -------------------------- | ------- | ------------------------- | ------- | ---------- |
| И       | Количество проведённых игр | Штр     | Штрафное время            | +/−     | Плюс-минус |
| Г       | Голы                       | П       | Голевые передачи          | О       | Очки       |
| -       | Статистика неизвестна      | —       | Статистика не учитывалась |         |            |